# Rue d'Argentine
La rue d'Argentine (en español: calle Argentina) es una corta calle del barrio de Chaillot del XVI Distrito de París, Francia.
La Estación de Argentine del Metro de París se encuentra en las cercanías debajo de la Avenue de la Grande-Armée y debe su nombre a esta calle.

## Nombre
Antes de 1868, la calle era llamada rue Neuve-de-la-Pelouse; y fue creada como parte parte del paseo de Chaillot, con una longitud de 80 metros. Luego fue nombrada Obligado por Napoleón III para honrar al General Lucio Norberto Mansilla (quien había emigrado a Francia luego de la Batalla de Caseros, donde fue muy bien recibido por la corte Imperial) y sus hombres, por el coraje mostrado en la feroz defensa de la soberanía Argentina contra la escuadra anglo-francesa durante la Batalla de la Vuelta de Obligado, ante una fuerza invasora muy superior en medios y poder de fuego (y en la cual el propio Mansilla fue herido de gravedad al encabezar la carga a cuchillo y bayoneta calada contra las fuerzas de desembarco luego de haber agotado su munición).
La República Argentina ayudó mucho a Francia tras la Segunda Guerra Mundial, durante la cual los sistemas de cultivo y cría de ganado y el sistema de transporte quedaron devastados. Grandes buques con cereales y carne llegaron desde Argentina para alimentar a la población que luchaba para que la tierra volviera a ser productiva. Como muestra de aprecio hacia esa generosidad, y luego de una visita de la primera dama argentina Eva Perón en 1947, el gobierno francés cambió el 25 de mayo de 1948 el nombre de la calle Obligado por el de Argentine.

## Sitios de interés
- N° 1: En este edificio, Serguéi Prokófiev y su esposa alquilaron un departamento en 1928.[3] En el mismo sitio en 1933 el estafador Alexandre Stavisky tenía un apartamento donde se refugió, antes de huir, con su esposa Arlette y sus dos hijos cuando se descubrió su escándalo.[4]
- N° 11: Consulado general de Argelia en París.[5]